# Коррі Сандерс
Корне́ліус Йо́хан Са́ндерс, або Ко́ррі Са́ндерс (англ. Cornelius Johannes Sanders, Corrie Sanders; 7 січня 1966 — 23 вересня 2012) — південноафриканський професійний боксер-важковаговик. Чемпіон світу за версією Всесвітньої боксерської організації (WBO) (2003—2004), чемпіон світу за версією Всесвітнього боксерського союзу (WBU) (1997—2000), чемпіон Південної Африки (1991—1999).

## Біографія
Народився 7 січня 1966 року в місті Преторія, провінція Гаутенг, ПАР. Його батько — сам у минулому професійний боксер, привів 8-річного Коррі до боксерської зали. Підлітком Сандерс досяг доволі значних успіхів у водних лижах, гольфі та регбі.
Серйозну боксерську кар'єру розпочав у 1979 році, коли вперше став чемпіоном ПАР серед юнаків. Надалі він ще 6 разів вигравав титул чемпіона своєї країни серед юнаків та дорослих. За час любительських виступів Коррі Сандерс здобув 180 перемог при 11 поразках, проте через санкції ООН проти ПАР не досягнув міжнародного визнання.
У 1989 році Сандерс звільнився з поліції, де пропрацював 5 років, закінчив любительську кар'єру і, придбавши ліцензію, став професійним боксером.

## Професійна боксерська кар'єра
Свій перший бій на професійному ринзі Коррі Сандерс провів 2 квітня 1989 року проти Кінг-Конга Дюбеле (King Kong Dyubele), якого нокаутував у першому ж раунді. Після цього Сандерс здобув низку перемог над маловідомими боксерами.
Уперше серйозну увагу на нього звернули в 1993 році, коли він у 3-му раунді змусив відмовитися від продовження поєдинку доволі сильного американського боксера Берта Купера.
Здобувши протягом наступних 9 місяців ще чотири перемоги, Сандерс почав розглядатись як потенційний чемпіон. Але він несподівано програв не надто технічному братові колишнього чемпіона світу в надважкій вазі Тоні Таббса — Нейту. Таббс, що саме перебував на підйомі, у 2-му раунді прямим правим ударом відправив Сандерса в нокаут.
Наступний поєдинок проти ексчемпіона світу в першій важкій вазі Карлоса Де Леона Сандерс виграв, тричі протягом 1-го раунду направивши супротивника у нокдаун.
У 8-раундовому поєдинку проти Герінга Лейна, що відбувався в рамках того ж шоу, що й бій між Ленноксом Льюїсом та Олівером Макколлом, Сандерс переміг за очками. Але зламаний під час бою палець змусив Коррі на кілька місяців перервати виступи.
Протягом 1995—1997 років Коррі Сандерс провів низку поєдинків із доволі сильними супротивниками. У листопаді 1997 року він переміг Росса П'ьюрітті, завоювавши перший вагомий титул — звання чемпіона світу WBU у надважкій вазі. Згодом тричі захищав свій титул.
20 травня 2000 року, захищаючи свій чемпіонський титул, Коррі Сандерс програв технічним нокаутом у 7-му раунді Хасимові Рахману. Після цієї поразки Коррі Сандерс протягом півтора року не виходив у ринг.
У 2001 та 2002 роках він провів по одному поєдинку, отримавши в них швидкі перемоги над Майклом Спроттом і Отісом Тісдейлом.
8 березня 2003 року в поєдинку за звання чемпіона світу за версією WBO Коррі Сандерс технічним нокаутом у 2-му раунді переміг українця Володимира Кличка.
Ставши чемпіоном світу та намагаючись уникнути невигідного для себе обов'язкового поєдинку з Леймоном Брюстером, Сандерс відмовився від чемпіонського поясу. Судові тяганини на деякий час пригальмували подальшу кар'єру Коррі Сандерса.
Нарешті, 24 квітня 2004 року в поєдинку за пояс чемпіона світу за версією WBC Сандерс зустрівся з Віталієм Кличком. У 8-му раунді технічним нокаутом перемогу отримав Віталій.
Після цього Коррі Сандерс заявив про закінчення кар'єри професійного боксера. Утім, наприкінці року він повернувся і здобув перемогу над росіянином Олексієм Варакіним. Здобувши ще дві перемоги у 2006 та 2007 роках, 2 лютого 2008 року Сандерс поступився своєму співвітчизникові Озборну Мачімані (Osborne Machimana), і вже остаточно закінчив боксерську кар'єру.

## Загибель
22 вересня 2012 року Коррі Сандерс разом зі своєю 15-річною донькою Марінік (англ. Marinique) перебував у ресторані клубу Thatch Haven Country Lodge міста Брітс, Північно-Західна провінція, на святкуванні дня народження племінника. Раптом до ресторану увірвались озброєні грабіжники. Рятуючи дочку, Сандерс закрив її своїм тілом, отримавши поранення у живіт і в руку. Поранення виявилось смертельним, і 23 вересня 2012 року Коррі Сандерс помер у лікарні.